# Segreteria del Comitato centrale del PCUS
La Segreteria (o Segretariato) del Comitato centrale del PCUS (in russo Секретариат ЦК КПСС?, Sekretariat CK KPSS) era un organo eletto dal plenum del CC del Partito Comunista dell'Unione Sovietica e incaricato della direzione del lavoro amministrativo del Comitato. In particolare fra i suoi compiti vi erano l'organizzazione del controllo dell'applicazione delle decisioni del partito e la selezione dei quadri.
La prima Segreteria venne eletta in occasione del VI Congresso nel 1917 come Segreteria del Partito Operaio Socialdemocratico Russo (bolscevico), mentre ne venne formalizzata la costituzione definitiva due anni dopo, con l'VIII Congresso del Partito Comunista Russo (bolscevico).
Nei primissimi anni la Segreteria ebbe un ruolo principalmente tecnico, mentre assunse una notevole rilevanza politica a partire dal 1922, dopo l'istituzione della carica di segretario generale del Comitato centrale e l'elezione di Stalin a tale ruolo.

## Membri
|                                                                         | Segretari |
| ----------------------------------------------------------------------- | --- |
| Segretaria dell'Ufficio del Comitato Centrale nominata il 13 marzo 1917 | - Elena Stasova |
| Segreteria del Comitato Centrale eletta il 19 agosto 1917               | - Feliks Dzeržinskij - Adol'f Ioffe - Matvej Muranov - Jakov Sverdlov - Elena Stasova |
| Segreteria del Comitato Centrale eletta l'8 marzo 1918                  | - Jakov Sverdlov (Presidente, morto il 19 marzo 1919) - Elena Stasova |
| Segreteria del Comitato Centrale eletta il 25 marzo 1919                | - Elena Stasova (Segretaria responsabile fino al 29 novembre 1919) - Nikolaj Krestinskij (dal 29 novembre; Segretario responsabile) |
| Segreteria del Comitato Centrale eletta il 5 aprile 1920                | - Nikolaj Krestinskij (Segretario responsabile) - Evgenij Preobraženskij - Leonid Serebrjakov |
| Segreteria del Comitato Centrale eletta il 16 marzo 1921                | - Vjačeslav Molotov (Segretario responsabile) - Vasilij Michajlov - Emel'jan Jaroslavskij (fino all'8 agosto 1921) |
| Segreteria del Comitato Centrale eletta il 3 aprile 1922                | - Iosif Stalin (Segretario generale) - Valerian Kujbyšev - Vjačeslav Molotov |
| Segreteria del Comitato Centrale eletta il 26 aprile 1923               | - Iosif Stalin (Segretario generale) - Vjačeslav Molotov - Jan Rudzutak (fino al 2 febbraio 1924) - Isaak Zelenskij (dal 14 giugno 1923) - Vasilij Michajlov (dal 14 giugno 1923) - Andrej Andreev (dal 3 febbraio 1924) |
| Segreteria del Comitato Centrale eletta il 2 giugno 1924                | - Iosif Stalin (Segretario generale) - Andrej Andreev - Isaak Zelenskij (fino al 20 agosto 1924) - Lazar' Kaganovič (fino al 30 aprile 1925) - Vjačeslav Molotov - Nikolaj Uglanov (dal 20 agosto 1924) - Andrej Bubnov (dal 30 aprile 1925) Candidati: - Nikolaj Antipov (dal 12 giugno 1924) - Pëtr Zaluckij (dal 12 giugno 1924) - Klavdija Nikolaeva (dal 12 giugno 1924) |
| Segreteria del Comitato Centrale eletta il 1º gennaio 1926              | - Iosif Stalin (Segretario generale) - Grigorij Evdokimov (fino al 9 aprile 1926) - Stanislav Kosior - Vjačeslav Molotov - Nikolaj Uglanov - Nikolaj Švernik (dal 9 aprile 1926 al 17 febbraio 1927) - Nikolaj Kubjak (dal 17 febbraio 1927) Candidati: - Aleksandra Artjuchina - Andrej Bubnov |
| Segreteria del Comitato Centrale eletta il 19 dicembre 1927             | - Iosif Stalin (Segretario generale) - Stanislav Kosior (fino al 12 luglio 1928) - Nikolaj Kubjak (fino all'11 aprile 1928) - Vjačeslav Molotov - Nikolaj Uglanov (fino al 29 aprile 1929) - Aleksandr Smirnov (dall'11 aprile 1928) - Lazar' Kaganovič (dal 12 luglio 1928) - Karl Bauman (dal 29 aprile 1929) Candidati: - Aleksandra Artjuchina - Andrej Bubnov - Ivan Moskvin - Karl Bauman (dall'11 aprile 1928, membro effettivo dal 29 aprile 1929) |
| Segreteria del Comitato Centrale eletta il 13 luglio 1930               | - Iosif Stalin (Segretario generale) - Karl Bauman (fino al 2 ottobre 1932) - Lazar' Kaganovič - Vjačeslav Molotov (fino al 21 dicembre 1930) - Pavel Postyšev Candidati: - Ivan Moskvin (fino al 2 ottobre 1932) - Nikolaj Švernik |
| Segreteria del Comitato Centrale eletta il 10 febbraio 1934             | - Andrej Ždanov - Lazar' Kaganovič - Sergej Kirov (morto il 1º dicembre 1934) - Iosif Stalin - Nikolaj Ežov (dal 1º febbraio 1935) - Andrej Andreev (dal 28 febbraio 1935) |
| Segreteria del Comitato Centrale eletta il 22 marzo 1939                | - Andrej Andreev - Andrej Ždanov - Georgij Malenkov - Iosif Stalin - Aleksandr Ščerbakov (dal 5 maggio 1941) |
| Segreteria del Comitato Centrale eletta il 18 marzo 1946                | - Andrej Ždanov (morto il 31 agosto 1948) - Aleksej Kuznecov (fino al 28 gennaio 1949) - Georgij Malenkov (fino al 6 maggio 1946 e dal 1º luglio 1948) - Georgij Popov (fino al 16 dicembre 1949) - Iosif Stalin - Nikolaj Patoličev (dal 6 maggio 1946 al 24 maggio 1947) - Michail Suslov (dal 24 maggio 1947) - Pantelejmon Ponomarenko (dal 1º luglio 1948) - Nikita Chruščëv (dal 16 dicembre 1949) |
| Segreteria del Comitato Centrale eletta il 16 ottobre 1952              | - Averkij Aristov (fino al 14 marzo 1953 e dal 12 luglio 1955) - Leonid Brežnev (fino al 5 marzo 1953) - Nikolaj Ignatov (fino al 5 marzo 1953) - Georgij Malenkov (fino al 14 marzo 1953) - Nikolaj Michajlov (fino al 14 marzo 1953) - Nikolaj Pegov (fino al 5 marzo 1953) - Pantelejmon Ponomarenko (fino al 5 marzo 1953) - Iosif Stalin (fino al 5 marzo 1953) - Michail Suslov - Nikita Chruščëv (Primo segretario dal 7 settembre 1953) - Semën Ignat'ev (dal 5 marzo al 6 aprile 1953) - Pëtr Pospelov (dal 5 marzo 1953) - Nikolaj Šatalin (dal 5 marzo 1953 all'8 marzo 1955) - Nikolaj Beljaev (dal 12 luglio 1955) - Dmitrij Šepilov (dal 12 luglio 1955) |
| Segreteria del Comitato Centrale eletta il 27 febbraio 1956             | - Nikita Chruščëv (Primo segretario) - Averkij Aristov (fino al 4 maggio 1960) - Nikolaj Beljaev (fino al 12 novembre 1958) - Leonid Brežnev (fino al 16 luglio 1960) - Pëtr Pospelov (fino al 4 maggio 1960) - Michail Suslov - Ekaterina Furceva (fino al 4 maggio 1960) - Dmitrij Šepilov (fino al 24 dicembre 1956 e dal 14 febbraio al 29 giugno 1957) - Otto Kuusinen (dal 29 giugno 1957) - Nikolaj Ignatov (dal 17 dicembre 1957 al 4 maggio 1960) - Aleksej Kiričenko (dal 17 dicembre 1957 al 4 maggio 1960) - Nuritdin Muchitdinov (dal 17 dicembre 1957) - Frol Kozlov (dal 4 maggio 1960) |
| Segreteria del Comitato Centrale eletta il 31 ottobre 1961              | - Nikita Chruščëv (Primo segretario fino al 14 ottobre 1964) - Pëtr Demičev - Leonid Il'ičëv (fino al 26 marzo 1965) - Frol Kozlov (fino al 16 novembre 1964) - Otto Kuusinen (morto il 17 maggio 1964) - Boris Ponomarëv - Ivan Spiridonov (fino al 23 aprile 1962) - Michail Suslov - Aleksandr Šelepin - Jurij Andropov (dal 23 novembre 1962) - Vasilij Poljakov (dal 23 novembre 1962 al 16 novembre 1964) - Aleksandr Rudakov (dal 23 novembre 1962) - Vitalij Titov (dal 23 novembre 1962 al 29 settembre 1965) - Leonid Brežnev (dal 21 giugno 1963; Primo segretario dal 14 ottobre 1964) - Nikolaj Podgornyj (dal 21 giugno 1963 al 6 dicembre 1965) - Dmitrij Ustinov (dal 26 marzo 1965) - Fëdor Kulakov (dal 29 settembre 1965) - Ivan Kapitonov (dal 6 dicembre 1965)                                                            |
| Segreteria del Comitato Centrale eletta l'8 aprile 1966                 | - Leonid Brežnev (Segretario generale) - Jurij Andropov (fino al 21 giugno 1967) - Pëtr Demičev - Ivan Kapitonov - Andrej Kirilenko - Fëdor Kulakov - Boris Ponomarëv - Aleksandr Rudakov (morto il 10 giugno 1966) - Michail Suslov - Dmitrij Ustinov - Aleksandr Šelepin (fino al 26 settembre 1967) - Michail Solomencev (dal 13 dicembre 1966) - Konstantin Katušev (dal 10 aprile 1968) |
| Segreteria del Comitato Centrale eletta il 9 aprile 1971                | - Leonid Brežnev (Segretario generale) - Pëtr Demičev (fino al 14 dicembre 1974) - Ivan Kapitonov - Konstantin Katušev - Andrej Kirilenko - Fëdor Kulakov - Boris Ponomarëv - Michail Solomencev (fino al 23 novembre 1971) - Michail Suslov - Dmitrij Ustinov - Vladimir Dolgich (dal 18 dicembre 1972) |
| Segreteria del Comitato Centrale eletta il 5 marzo 1976                 | - Leonid Brežnev (Segretario generale) - Vladimir Dolgich - Michail Zimjanin - Ivan Kapitonov - Konstantin Katušev (fino al 24 maggio 1977) - Andrej Kirilenko - Fëdor Kulakov (morto il 17 luglio 1978) - Boris Ponomarëv - Michail Suslov - Dmitrij Ustinov (fino al 26 ottobre 1976) - Konstantin Černenko - Jakov Rjabov (dal 26 ottobre 1976) - Konstantin Rusakov (dal 24 maggio 1977) - Michail Gorbačëv (dal 27 novembre 1978) |
| Segreteria del Comitato Centrale eletta il 3 marzo 1981                 | - Leonid Brežnev (Segretario generale, morto il 10 novembre 1982) - Michail Gorbačëv (Segretario generale dall'11 marzo 1985) - Vladimir Dolgich - Michail Zimjanin - Ivan Kapitonov - Andrej Kirilenko (fino al 22 novembre 1982) - Boris Ponomarëv - Konstantin Rusakov (fino al 18 febbraio 1986) - Michail Suslov (morto il 25 gennaio 1982) - Konstantin Černenko (Segretario generale dal 13 febbraio 1984; morto il 10 marzo 1985) - Jurij Andropov (dal 24 maggio 1982; Segretario generale dal 12 novembre 1982; morto il 9 febbraio 1984) - Nikolaj Ryžkov (dal 22 novembre 1982 al 15 ottobre 1985) - Grigorij Romanov (dal 15 giugno 1983 al 1º luglio 1985) - Egor Ligačëv (dal 26 dicembre 1983) - Viktor Nikonov (dal 23 aprile 1985) - Boris El'cin (dal 1º luglio 1985 al 18 febbraio 1986) - Lev Zajkov (dal 1º luglio 1985) |
| Segreteria del Comitato Centrale eletta il 6 marzo 1986                 | - Michail Gorbačëv (Segretario generale) - Aleksandra Birjukova (fino al 30 settembre 1988) - Anatolij Dobrynin (fino al 30 settembre 1988) - Vladimir Dolgich (fino al 30 settembre 1988) - Lev Zajkov - Michail Zimjanin (fino al 28 gennaio 1987) - Egor Ligačëv - Vadim Medvedev - Viktor Nikonov (fino al 20 settembre 1989) - Georgij Razumovskij - Aleksandr Jakovlev - Anatolij Luk'janov (dal 28 gennaio 1987 al 30 settembre 1988) - Nikolaj Sljun'kov (dal 28 gennaio 1987) - Oleg Baklanov (dal 18 febbraio 1988) - Viktor Čebrikov (dal 30 settembre 1988 al 20 settembre 1989) - Andrej Girenko (dal 20 settembre 1989) - Jurij Manaenkov (dal 20 settembre 1989) - Egor Stroev (dal 20 settembre 1989) - Gumer Usmanov (dal 20 settembre 1989) - Ivan Frolov (dal 9 dicembre 1989)                                              |
| Segreteria del Comitato Centrale eletta dal 10 al 14 luglio 1990        | - Michail Gorbačëv (Segretario generale; fino al 24 agosto 1991) - Vladimir Ivaško (Vicesegretario generale) - Oleg Baklanov - Boris Gidaspov - Andrej Girenko - Aleksandr Dzasochov - Valentin Kupcov - Jurij Manaenkov - Galina Semënova - Egor Stroev - Valentin Falin - Oleg Šenin - Gennadij Janaev (fino al 31 gennaio 1991) - Pëtr Lučinskij (dal 31 gennaio 1991) - Vladimir Kalašnikov (dal 26 luglio 1991) - Ivan Mel'nikov (dal 26 luglio 1991) Membri della Segreteria: - Viktor Aniskin - Valentin Gajboronskij - Ivan Mel'nikov (membro effettivo dal 26 luglio 1991) - Aleksandr Tepleničev - Gulčechra Turgunova - Aleksandr Mal'cev (dal 26 luglio 1991) |